# Mělnická vinařská podoblast

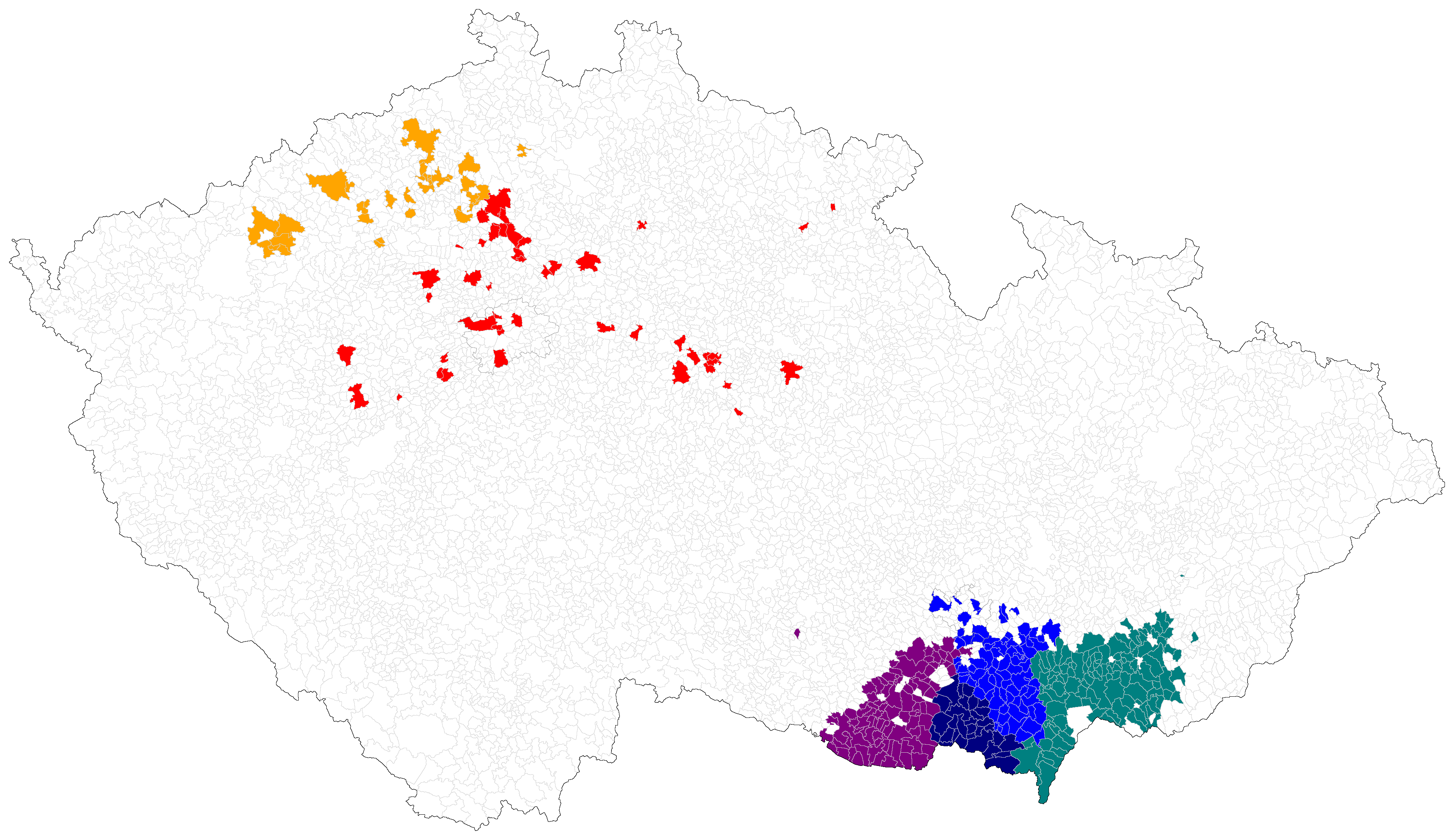
Mělnická podoblast (červeně) na mapě Česka

Mělnická vinařská podoblast je jedna ze dvou podoblastí vinařské oblasti Čechy. Zahrnuje vinařské obce Středočeského kraje, jednotlivé vinařské obce ve většině sousedních krajů a patří do ní i vinice v Praze.
V roce 2024 zahrnovala vinařská podoblast 40 vinařských obcí, 94 pěstitelů a 89 viničních tratí, vlastní plocha vinic činila 345 ha. Má velmi extenzivní, roztroušený charakter, ze všech vinařských podoblastí v Česku se prostírá na největším území.
Podoblast vznikla v květnu 2004 v souvislosti s novým uspořádáním vinařských oblastí, které přinesl vinařský zákon č. 321/2004 Sb. a jeho prováděcí vyhláška č. 324/2004 Sb. V současné době je definována vyhláškou č. 254/2010 Sb., ve znění pozdějších předpisů.
Vinařskými centry této podoblasti jsou např. města Mělník, Kutná Hora či městys Karlštejn.[zdroj?]

## Seznam vinařských obcí a viničních tratí
Seznam vinařských obcí a viničních tratí podle vyhlášky č. 80/2018 Sb.:
| Vinařská obec       | Okres              | Viniční tratě                                                                                            |
| ------------------- | ------------------ | --- |
| Benátky nad Jizerou | Mladá Boleslav     | Pod zámkem, Stráň nad Jizerou, Akátové údolí                                                             |
| Bechlín             | Litoměřice         | Bertýnka, Na průhonu, Piksovka                                                                           |
| Brambory            | Kutná Hora         | U luhů, Nade vsí                                                                                         |
| Cerhenice           | Kolín              | Edvarda Beneše                                                                                           |
| Cítov               | Mělník             | Zdenčina (neosázena)                                                                                     |
| Dolní Beřkovice     | Mělník             | Beřkovská                                                                                                |
| Domousnice          | Mladá Boleslav     | U Sv. Jiří                                                                                               |
| Dřísy               | Praha-východ       | Svatováclavská                                                                                           |
| Heřmanice           | Havlíčkův Brod     | Na kamnech                                                                                               |
| Horka I             | Kutná Hora         | Nad hospodou, Nad týneckou cestou, Za bažantnicí                                                         |
| Horušice            | Kutná Hora         | Na jílku, Na bažantnici, U korábu                                                                        |
| Chrudim             | Chrudim            | U Záchrany                                                                                               |
| Jeviněves           | Mělník             | Na vinicích                                                                                              |
| Karlštejn           | Beroun             | Plešivec, Vrše, Rešna                                                                                    |
| Klučov              | Kolín              | Malá vinice, Šutrák, Velká vinice                                                                        |
| Kly                 | Mělník             | Kelská, Záboří II., Záboří I.                                                                            |
| Konárovice          | Kolín              | V hájku, Zadní zájezd                                                                                    |
| Kralupy nad Vltavou | Mělník             | Nad vinicí, Velký kus                                                                                    |
| Kuks                | Trutnov            | Nad zámkem                                                                                               |
| Kutná Hora          | Kutná Hora         | U všech svatých, Pod chrámem sv. Barbory, U sv. Trojice, Pod Kuklíkem, Nad kapličkou                     |
| Liběchov            | Mělník             | Ješovická, Liběchovská, Budyně, Pod kostelíčkem                                                          |
| Litoboř             | Náchod             | Pod Hromobitkou                                                                                          |
| Loděnice            | Beroun             | Kněží hora                                                                                               |
| Loucká              | Kladno             | Vidrholec                                                                                                |
| Máslovice           | Praha-východ       | Dolská                                                                                                   |
| Mělník              | Mělník             | Vehlovská, Klamovka, Neuberská, Na bílých břehách, Městská, Turbovická, Labská                           |
| Otmíče              | Beroun             | Pod Otmíčskou horou                                                                                      |
| Praha               | Hlavní město Praha | Baba, Svatojánská, Svatováclavská vinice, Modřanská vinice, Svatá Klára, Salabka, Gröbovka, Pod Prosekem |
| Slabce              | Rakovník           | Balkán                                                                                                   |
| Slaný               | Kladno             | Ovčáry, Na Křížku                                                                                        |
| Srbsko              | Beroun             | Na vinicích, U besídek                                                                                   |
| Sudovo Hlavno       | Praha-východ       | Vinum Palladium                                                                                          |
| Svatý Mikuláš       | Kutná Hora         | U borku                                                                                                  |
| Štětí               | Litoměřice         | Na Pelunce, Na Liběchovské cestě                                                                         |
| Tuhaň               | Mělník             | Na Raholinách                                                                                            |
| Velký Borek         | Mělník             | Turbovická                                                                                               |
| Vinaře              | Kutná Hora         | Na příčce                                                                                                |
| Vinařice            | Kladno             | Vinařická hora, Na paloučkách, V řádcích, V trníčkách                                                    |
| Zbiroh              | Rokycany           | Zámecká                                                                                                  |
| Žehušice            | Kutná Hora         | Na skále                                                                                                 |